# Encerclament
L'encerclament és un art de pesca que es practica de nit i consisteix a situar una barca petita amb un focus a l'aigua i amb una barca molt més gran, que amb l'ajut d'una xarxa encercla la més petita i així atreu i captura els peixos, que atrets per la llum del focus, van cap al parany. El nombre de tripulants que van al vaixell és entre deu i tretze i capturen els peixos prèviament detectats amb màquines específiques. L'embarcació emprada en aquesta tècnica es coneix com a teranyina o traïnya, en referència al tipus de xarxa i la manera d'emprar-la.